# Laqaya
Laqaya (terme Aymara signifiant ruines  est un site archéologique en bordure du Salar d'Uyuni sur l'Altiplano bolivien.  Ce site est situé dans le département de Potosí, province du Nor Lípez, au sein de la municipalité de Colcha "K".  Le décret suprême n° 27607 du 2 juillet 2004 a déclaré ce site monument archéologique national,. 
Laqaya se trouve entre les villages de Santiago "K" et de Santiago de Chuvica le long de la route des Incas.